# Zhu Jun
Zhu Jun (chiń. upr. 朱俊; chiń. trad. 朱儁; pinyin Zhū Jùn; ur. 2 lipca 1984 w Gaoyou) – chiński florecista, trzykrotny medalista mistrzostw świata.
W 2004 roku zdobył indywidualnie brązowy medal na mistrzostwach świata juniorów w Gdańsku. Na rozgrywanych trzy lata później mistrzostwach świata juniorów w Płowdiwie zwyciężył indywidualnie i drużynowo.
Podczas mistrzostw świata w Antalyi w 2009 roku wywalczył srebrny medal w turnieju indywidualnym. W finale przegrał z Włochem Andreą Baldinim. Na rozgrywanych rok później mistrzostwach świata w Paryżu Chińczycy w składzie: Huang Liangcai, Lei Sheng, Zhu Jun i Zhang Liangliang zdobyli złoty medal w zawodach drużynowych. Wynik ten powtórzył na mistrzostwach świata w Katanii w 2011 roku.
Wystartował na igrzyskach olimpijskich w Pekinie w 2008 roku, zajmując indywidualnie czwarte miejsce. Brał też udział w igrzyskach olimpijskich w Londynie w 2012 roku, gdzie drużynowo był siódmy, a indywidualnie odpadł w pierwszej rundzie.
Ponadto zdobył złoto w szabli drużynowej i florecie drużynowym na igrzyskach azjatyckich w Doha (2006). Zdobył również złoty medal we florecie drużynowym na igrzyskach azjatyckich w Kantonie (2010).